# Egocentrismo

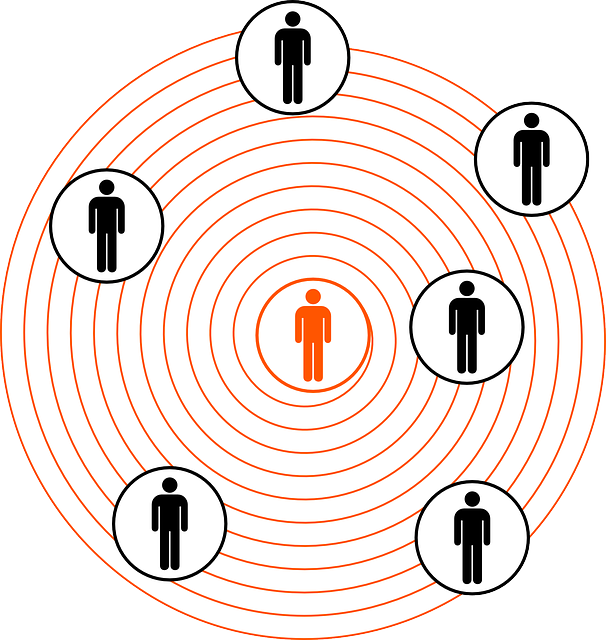
Egocentrismo

Egocentrismo (em grego:   egó + kentrós) é o comportamento voltado somente para si ou tudo que lhe diz respeito, ou ainda, a incapacidade de presumir ou compreender com precisão qualquer perspectiva diferente da sua. Quando em um indivíduo em especial, usa-se o termo "egocêntrico", denotando alguém preocupado consigo mesmo e indiferente aos problemas dos outros mas não necessariamente egoísta.